# Frigora ascidicola
Frigora ascidicola is een vlokreeftensoort uit de familie van de Calliopiidae. De wetenschappelijke naam van de soort is voor het eerst geldig gepubliceerd in 1991 door Ren in Ren & Huang.